# منشأة البديني
قرية منشاة البدينى هي إحدى القرى التابعة لمركز أهناسيا في محافظة بني سويف في جمهورية مصر العربية. حسب إحصاءات سنة 2006، بلغ إجمالي السكان في منشاة البدينى 4983 نسمة، منهم 2451 رجل و2532 امرأة.